# Lype sericea
Lype sericea là một loài Trichoptera hóa thạch trong họ Psychomyiidae.